# Need for Speed: Underground 2
Pour les articles homonymes, voir Underground.
Need for Speed: Underground 2, abrégé en NFSU2, est un jeu vidéo de course développé par EA Black Box et édité par Electronic Arts. Ce jeu, sorti en 2004, fait partie de la série des Need for Speed et est la suite du jeu similaire Need for Speed: Underground. Il est disponible sur GameCube, PlayStation 2, Xbox, Nintendo DS, Game Boy Advance et PC,,.
Une version différente est sortie en 2005 sur PlayStation Portable titrée Need for Speed: Underground Rivals.

## Scénario
Need for Speed Underground 2 n'a pas de scénario complexe, bien que le personnage que le joueur incarne a une raison spéciale de venir à Bayview.
En effet, le début du jeu est considéré comme la suite de underground. Vue comme un pilote urbain talentueux et respecté de tous. Cependant, un homme va vite lui tendre un piège, craignant sans doute qu'il devienne rapidement le Roi du bitume de sa ville. Il donne rendez-vous au héros dans une ruelle sombre. Dans le noir complet, un 4x4 noir qui parait invisible, envoie valser la Nissan Skyline qui n'est autre que la voiture du héros. Tout ceci est un coup monté…
Il reste pendant plusieurs mois en convalescence et à son réveil, il décide de partir à Bayview pour éviter les représailles et prendre un nouveau départ grâce à son amie Samantha. Il doit vite se faire connaitre dans le milieu de la course et devenir le meilleur pilote dans les cinq manières de courir. Rachel, une amie de Samantha, aide le joueur durant tout le jeu. Le jeu propose de disputer des courses urbaines au volant de voitures tout droit sorties de l'univers du tuning. En effet, ce jeu de Need for Speed est le plus développé en ce qui concerne la customisation. Le jeu propose une ville divisée en quatre quartiers reliés entre eux : le Centre ville, Beacon Hill, Jackson Height et Coal Harbor (2 parties à débloquer, est et ouest).

## Versions du jeu
Le jeu est sorti fin 2004 en version consoles de salons, Game Boy Advance et enfin Nintendo DS. La première est sur PC, PS2, Xbox, Game Cube. La version GBA apporte des améliorations par rapport au premier opus sur GBA, avec des voitures plus détaillées et des pistes mieux réalisées. Les voitures sont aussi plus personnalisables. La version DS est entièrement en 3D et propose de personnaliser ses véhicules au stylet. Il sort plus tard que les autres versions, à la sortie de la NDS.

## Système de jeu
Le jeu possède 29 voitures dont 2 spécifiques aux versions Europe et Américaine:
- Acura RSX Type-S (USA)
- Audi A3 3.2 Quattro
- Audi TT 3.2 Quattro
- Cadillac Escalade
- Ford Focus ZX3
- Ford Mustang GT
- Honda Civic Si (USA)
- Hummer H2
- Hyundai Tiburon GT
- Infiniti G35
- Lexus IS 300
- Lincoln Navigator
- Mazda MX-5
- Mazda RX-7
- Mazda RX-8
- Mitsubishi 3000 GT VR-4
- Mitsubishi Eclipse GSX
- Mitsubishi Lancer Evolution VIII
- Nissan 240SX
- Nissan 350Z
- Nissan Sentra SE-R Spec V
- Nissan Skyline GT-R R34 V-Spec
- Peugeot 106 GTI (Europe)
- Peugeot 206 GTI
- Pontiac GTO
- Subaru Impreza WRX STI
- Toyota Celica GT-S
- Toyota Corolla GT-S
- Toyota Supra
- Opel/Vauxhall Corsa (Europe)
- Volkswagen Golf GTI

Le tuning a été encore une fois mis à l'honneur avec un système plus poussé de customisation. Avec cette fois plus de 100 pièces de rechanges.

## Courses
- Circuit
- Sprint
- Drag
- Drift
- Street X
- CCU (Championnat des Courses Underground)